# 一切漏経
『一切漏経』（いっさいろきょう、巴: Sabbāsava-sutta, サッバーサヴァ・スッタ）とは、パーリ仏典経蔵中部に収録されている第2経。『一切煩悩経』（いっさいぼんのうきょう）とも。
類似の漢訳経典として、『中阿含経』（大正蔵26）の第10経「漏尽経」、及び『一切流摂守因経』（大正蔵31）等がある。
経名の「漏」（ろ）とは、「煩悩」の異名。

## 構成

### 登場人物
- 釈迦

### 場面設定
ある時、釈迦はコーサラ国サーヴァッティ（舎衛城）のアナータピンディカ園（祇園精舎）に滞在していた。
釈迦は比丘たちに向かって、煩悩を捨断する方法として、
1. 観察 --- 四漏
2. 防護 --- 六根
3. 受用 --- 衣食住
4. 忍辱 --- 三業（身口意）
5. 回避 --- 三世（過去・現在・未来）
6. 除去 --- 三毒（貪瞋痴）
7. 修習 --- 七覚支

による/における煩悩の制御/排除を説く。
それを聞いた比丘たちは歓喜する。

## 内容
Katame ca bhikkhave āsavā dassanā pahātabbā?　Idha, bhikkhave, assutavā puthujjano – (中略)
では比丘たちよ、どのようなものが捨てられるべき煩悩であるのか？

比丘たちよ、ここに（法の教えを聞いていない）庶民の人がいるとする。 (中略)
So evaṃ ayoniso manasi karoti: ahosiṃ nu kho ahaṃ atītamaddhānaṃ. Na nu kho ahosiṃ atītamaddhānaṃ. 

Kinnu kho ahosiṃ atītamaddhānaṃ. Kathannu kho ahosiṃ atītamaddhānaṃ. 　Kiṃ hutvā kiṃ ahosiṃ nu kho ahaṃ atītamaddhānaṃ. 

Bhavissāmi nu kho ahaṃ anāgatamaddhānaṃ. Na nu kho bhavissāmi anāgatamaddhānaṃ.

Kinnu kho bhavissāmi anāgatamaddhānaṃ. Kathannu kho bhavissāmi anāgatamaddhānaṃ. Kiṃ hutvā kiṃ bhavissāmi nu kho ahaṃ anāgatamaddhānanti.
彼はこのように非如理に考える。

「私は過去に存在したのか？　私は過去に存在しなかたのか？ 

　過去の私は何物だったのか？　過去の私はどのようにあったのか？　過去の私は何物から何物となったのか？

　未来に私は存在するのか？　未来に私は存在しないのか？　

　未来の私は何物となっているか？　未来の私はどうなるのか？　未来の私は何物から何者となるのか？」と。
Etarahi vā paccuppannaṃ2 addhānaṃ ajjhattaṃ kathaṃkathī hoti:

ahaṃ nu kho'smi no nu kho'smi kinnu kho'smi kathaṃ nu kho'smi ayaṃ nu kho satto kuto āgato so kuhiṃ gāmī bhavissatī'ti.
あるいは、今現在の自分に対して疑念を抱く者となる。

「私は存在してるのか？　私は存在していないのか？　私は何物なのか？　私はどのようであるか？

　私はどこから来たのか？　私はどこへ行くのか？」と。
Tassa evaṃ ayoniso manasi karoto channaṃ diṭṭhīnaṃ aññatarā diṭṭhi uppajjati:

atthi me attā'ti vā'ssa saccato thetato diṭṭhi uppajjati, natthi me attā'ti vā'ssa saccato thetato diṭṭhi uppajjati,

attanā' va attānaṃ sañjānāmī'ti vā'ssa saccato thetato diṭṭhi uppajjati, 

attanā'va anattānaṃ sañjānāmī'ti vā'ssa saccato thetato diṭṭhi uppajjati,

anattanā'va attānaṃ sañjānāmī'ti vā'ssa saccato thetato diṭṭhi uppajjati. 
このように彼が非如理に考えるならば、これら６つの見のうちいずれかの見が生じる。

「私には我（アートマン）がある」といった確固たる見が生じる。

「私には我がない」といった確固たる見が生じる。 

「私は我（アートマン）によって、我を知覚する」といった確固たる見が生じる。

「私は我によって、無我を知覚する」といった確固たる見が生じる。

「私は無我によって、我を知覚する」といった確固たる見が生じる。
Atha vā pana'ssa evaṃ diṭṭhi hoti. Yo3 me ayaṃ attā vado vedeyyo4 tatra tatra kalyāṇapāpakānaṃ kammānaṃ vipākaṃ paṭisaṃvedeti. So kho pana me ayaṃ attā nicco dhuvo sassato avipariṇāmadhammo sassatisamaṃ tatheva ṭhassatī'ti.

Idaṃ vuccati bhikkhave diṭṭhigataṃ diṭṭhigahanaṃ5 diṭṭhikantāro6 diṭṭhivisūkaṃ diṭṭhivipphanditaṃ diṭṭhisaṃyojanaṃ. 
もしくは彼にこのような見を持つ。「いま語り感受している私こそが我であり、業の異熟を経験する。私の我は恒常であり、不変であり、永久に存在する（常見）」と。

比丘たちよ、これらは、悪見、見の密林、見の荒野、見の曲芸、見による狂乱、見による結束と呼ばれている。
—パーリ仏典, 中部 2.Sabbāsava Sutta, Sri Lanka Tripitaka Project

## 日本語訳
- 『南伝大蔵経・経蔵・中部経典1』（第9巻） 大蔵出版
- 『パーリ仏典 中部（マッジマニカーヤ）根本五十経篇I』 片山一良訳 大蔵出版
- 『原始仏典 中部経典1』（第4巻） 中村元監修 春秋社